# Nordkapp
Nordkapp è un comune norvegese della contea di Finnmark.
È il secondo comune più a nord della Norvegia, dopo Longyearbyen, sulle isole Svalbard, perché comprende il famoso Capo Nord e capo Knivskjellodden, i promontori più settentrionali.